# Luminator Bernocchi
Luminator Bernocchi é uma lâmpada idealizada em 1926 pelo empresário italiano Antonio Bernocchi e executada pelo arquiteto Luciano Baldessari em Milão em 1929, e foi apresentada no pavilhão italiano da Exposição Mundial em Barcelona.

## Descrição
A Luminator Bernocchi é o primeiro exemplo histórico de um produto do desenho industrial italiano financiado pela família Bernocchi. Seu desenho é inspirado no movimento futurista nascido em Milão, graças ao dinheiro dos membros da família Bernocchi.

## Outros sites
- Lombardia Beni Culturali Luminator Bernocchi
- Luminator Bernocchi archivio Baldessari, Casva Comune di Milano, University Politecnico of Milan
- Made in Italy pelo Instituto Cultural Google